# Drosophila liui
Drosophila liui är en tvåvingeart som beskrevs av Chen 1988. Drosophila liui ingår i släktet Drosophila och familjen daggflugor.
Artens utbredningsområde är provinsen Guangxi i Kina.